# Endeavour (fleuve)
Pour les articles homonymes, voir Endeavour.
L'Endeavour (en anglais Endeavour River et en guugu yimidhirr, langue aborigène locale, Wabalumbaal) est un fleuve du nord du Queensland, en Australie, dans la péninsule du cap York. Il se jette dans l'océan Pacifique à Cooktown (dont le nom signifie : « ville de (James) Cook) ».

## Étymologie et Histoire

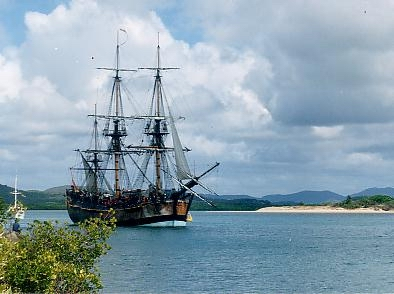
La réplique moderne du trois-mâts carré historique Endeavour dans l'estuaire du fleuve Endeavour.

Il doit son nom anglais au capitaine Cook qui lui donna le nom de son bateau lorsqu'il fut obligé en 1770 de rester sept semaines dans l'embouchure du fleuve pour réparer son navire qui avait touché des hauts-fonds.